# Aloe mahraensis
Aloe mahraensis är en grästrädsväxtart som beskrevs av John Jacob Lavranos och T.A.Mccoy. Aloe mahraensis ingår i släktet Aloe och familjen grästrädsväxter.
Artens utbredningsområde är Sydjemen. Inga underarter finns listade i Catalogue of Life.